# Cosimo Bertacchi

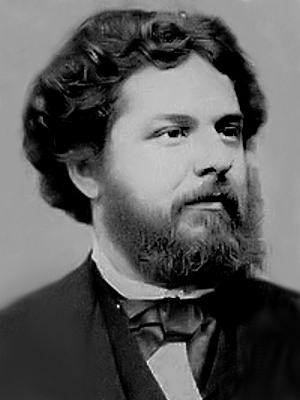
Cosimo Bertacchi

Cosimo Bertacchi (Pinerolo, 29 gennaio 1854 – Condove, 21 aprile 1945) è stato un geografo italiano.

## Biografia
Laureatosi in Scienze Fisiche fu docente nelle scuole secondarie (agli Istituti Tecnici di Bari e Conversano, Roma, Istituto Tecnico di Cuneo) e successivamente per trentaquattro anni, di cui trenta come Ordinario, in varie università italiane (Messina, dove divenne amico del Pascoli, Palermo, Bologna, Torino). Era amico di Giovanni Marinelli, di cui era stato compagno di banco a Udine durante il liceo.
Si impegnò nell'organizzazione dei Congressi Geografici per la Real Società Geografica Italiana. Fu segretario nel Primo Congresso del settembre 1892 in occasione delle Onoranze Internazionali Colombiane. Partecipò come membro effettivo al X Congresso Internazionale di geografia tenutosi a Roma nel 1913, in cui tenne una Relazione sull'esplorazione italiana e sulle maggiori opere geografiche dovute a iniziativa privata in quest'ultimo quarto di secolo.
Si dedicò alla scuola ed alla preparazione degli allievi. Dava molta importanza alla preparazione dei futuri insegnanti e quindi all'insegnamento della Geografia fisica, astronomica, matematica. Con lui si laureò a Torino con una tesi di cartografia storica il geografo Luigi Visintin, autore di diffusissimi atlanti, che mantenne sempre rapporti di amicizia con lui e la sua famiglia. Il Bertacchi ebbe sempre molto interesse per la storia della cartografia, soprattutto italiana, come si evince dall'ampia prolusione al corso di Geografia dell'Università di Palermo del 23 gennaio del 1900, riportata in Conversazioni Geografiche. Oltre ai corsi universitari, ebbe anche l'incarico corrispondente alla scuola di Magistero. A Torino si fece promotore di una laurea specializzata in Geografia.
Nel 1900 pubblicò un importante Dizionario geografico universale, che aveva cominciato a scrivere nel 1898.
Si occupò in particolare della geografia della Puglia e delle Americhe, sui paesi andini. Partecipò ai congressi geografici con delle relazioni e si diede da fare per diffondere lo studio e l'interesse per le scienze geografiche in Italia pubblicando articoli sull'insegnamento elementare (principi generali, schema di insegnamento) e secondario (Considerazioni generali, mezzi di insegnamento), all'insegnamento superiore già in Note geografiche del 1887, in cui si trova anche un Breve disegno di riordinamento degli studi geografici in Italia.
Scrisse numerosi articoli, memorie, opere scientifiche, sulle recenti esplorazioni in Birmania ed Asia Orientale , sull'atomo, sulla cosmografia di Dante (Dante geometra). Particolarmente fortunata fu la sua monografia Una città singolare: Alberobello,nel 1897 che contribuì alla fama della cittadina pugliese, dal Bertacchi visitata durante gli anni di insegnamento in Puglia (1885) e successivamente come turista. Vi soggiornò anche come esaminatore agli esami di maturità, e ne divenne cittadino onorario.
Nell'anno 1885 si occupò del progetto dell'architetto alberobellese Antonio Curri per la Chiesa Matrice, Basilica minore Pontificia, il Santuario-Parrocchia dei Santi Medici e Martiri Cosma e Damiano, e della inaugurazione della medesima avvenuta il 20 settembre 1885 ("Lavoro stupendo").
È autore del poemetto in endecasillabi Le tre donne dedicato alla vita di famiglia ed in particolare alla madre, alla sorella ed alla moglie Marina.
La sua vita è descritta dalla figlia adottiva Amalia Bertacchi, a cui, ormai quasi cieco, era solito dettare poesie ed in particolare sonetti sulla Puglia.
Muore all'età di 91 anni a Condove.

## Opere
- Meteore Luminose, G. Candeletti, 1883
- Note geografiche, Torino, Istituto Fornaris-Marocco, 1887
- Una città singolare: Alberobello, 1897
- La regione pugliese, Francesco Vallardi editore, Milano, 1899
- America meridionale e andina 1990
- Dizionario geografico universale vo.2 1898-1900
- Dante geometra
- Storia dell'Asia orientale
- L'Armenia (con 1 carta e ill.), in Quaderni geografici, IGDA agosto 1918
- Corso di geografia per le scuole medie, 1918
- La Sicilia, conferenze, Palermo, Unione Tip. Palermitana, 1920
- Conversazioni geografiche per la storia della Geografia in Italia, Fratelli Bocca Editori, Torino, 1925
- La Puglia, Torino 1926
- Lezioni di cartografia,Torino, Viretto, 1927 (ediz. litograf.)
- Geografi ed esploratori italiani contemporanei, IGDA 1929
- Della proprietà della carta geografica 1929, tradotto all'estero
- Giovanni De Agostini, cartografo e limnologo italiano, Milano, 1934
- Ancora delle antiche misure della terra in relazione alla scoperta di Colombo
- Le tre donne Poemetto Intimo, Torino 1936